# Udo Voigt
Udo Voigt (født 14. april 1952 i Viersen, død 17. juli 2025) var en tysk politiker og politolog, som fra 1996 til 2011 var formand for det højreekstreme nationalistiske parti NPD, der er under overvågning af de tyske myndigheder for at være forfatningsfjendtligt. Han var fra Europa-Parlamentsvalget 2014 medlem af Europa-Parlamentet.

## Herkomst og familie
Voigt voksede op som enebarn. Hans far der døde i 2000 var hele livet et forbillede for ham. Faderen havde været overbevist nationalsocialist og soldat, og var i tiden under Nazi-Tyskland medlem af SA og senere stabskorporal i Værnemagten. Efter han var blevet løsladt fra sovjetisk krigsfangenskab i 1949 arbejdede han som chauffør for de britiske styrker i Rhin-området.
Udo Voigt boede i Berlin-Köpenick. Han var gift men fik ingen børn.
Udo Voigt var desuden under anklage for at være Holocaust-benægter, hvilket er strafbart i Tyskland, men tyske jurister fandt ikke grund til at anklage Voigt.